# Erebus tenebrata
Erebus tenebrata är en fjärilsart som beskrevs av Louis Beethoven Prout 1919. Erebus tenebrata ingår i släktet Erebus och familjen nattflyn. Inga underarter finns listade i Catalogue of Life.